# クタンス
クタンス （Coutances）は、フランス、ノルマンディー地域圏、マンシュ県のコミューン。フランス歴史と文化のまち（fr）に登録されている。

## 地理
コタンタン半島にあり、西岸から12km内陸に位置する。市街中心部がスール川に面した岬部分の上にあり、その最後部にクタンス聖堂がそそり立つ。都市の地形が似ているため、時に『コタンタンのトレド』と呼ばれる。

## 歴史

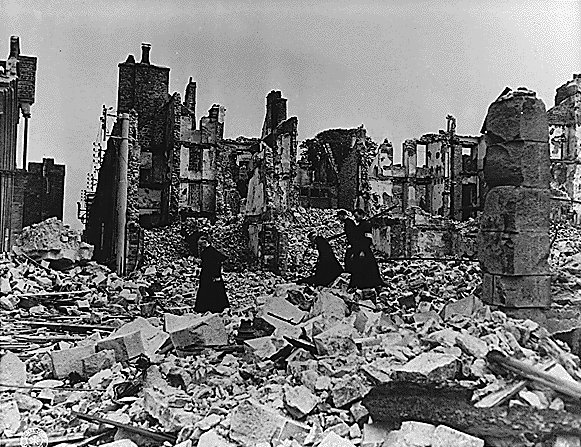
空襲後のクタンス

かつてケルト系のウネリ族（fr）の中心地であった。コンスタンティウス・クロルス帝時代の298年、コンスタンティナと改名された。パグス・コンスタンティヌス（pagus Constantinus）として知られたコンスタンティナ地方は、後にコタンタンという名へ変化した。
866年、ヴァイキング襲来で町は破壊された。11世紀、ウィリアム征服王の相談役であるジェフリー・ドゥ・モーブレーが司教としてクタンスへやってきてから、ようやく新聖堂やキリスト教施設が再建され生まれ変わった。1204年、フランス王がノルマンディー公国へ侵攻し、聖堂がフランス風に再建された。
ユグノー戦争中の1562年、聖堂はユグノーによって略奪にあった。彼らは司教アルテュール・ド・コスを捕らえ、ロバの尾に手を縛り、くくりつけたまま市街の外へロバを走らせ、四肢をバラバラにした。
1569年から、クタンス司教座はチャンネル諸島を管轄下においた。
18世紀初頭、市長であるデュアムルは都市計画に情熱を注ぎ、大通りが中心部を圧迫するのを緩和し、快適な遊歩道をつくった。1854年より、クタンス聖堂はクタンスおよびアヴランシュ司教座の司教座聖堂となった。
第二次世界大戦中の1944年、クタンスは恐ろしい空爆に遭い、300人以上の死者を出した。しかし被害はサン＝ローほどひどくなかったため、サン＝ローに代わって数年間県庁所在地となった。

## みどころ
- ノートルダム・ド・クタンス聖堂 - 13世紀ゴシック様式
- 市庁舎
- 植物園
- ケネル＝モリニエール美術館
- サン＝ピエール教会
- クタンス水路橋 -  13世紀の水道橋の遺跡。歴史的建造物に指定されている。
- ジャズ・フェスティヴァル - ジャズ・スー・レ・ポミエール（fr）。毎年昇天日に開催される。

## 姉妹都市
- イルクリー、イギリス
- オクゼンフルト、ドイツ
- ラ・ポカティエール、カナダ
- セイント・オウエン、イギリス
- トロイーナ、イタリア